# Richard Wagnerstraat 32-34
Richard Wagnerstraat 32-34 te Amsterdam is een kerkgebouw aan de Richard Wagnerstraat in Amsterdam-Zuid.

## Wagnerstraat
Die straat kreeg in 1927 haar naam, vernoemd naar componist Richard Wagner. De straat werd in de jaren daarna volgebouwd. Aan het westelijk deel werd in 1937 gebouwd aan een kerkgebouw van de architect Gijsbert Friedhoff; er was 2650 m² grondoppervlak beschikbaar. Het gebouw werd op 15 september 2020 tot gemeentelijk monument verklaard. Het is het enige bouwkundige monument in de straat. Op het plein voor de kerk staat nog een ander monument in de zin van gedenkteken; het beeld Monument Henri Viotta van Hildo Krop.

## Gebouw
Het gebouw is ontworpen in de stijl van de Delftse School. Het gebouw kenmerkt zich door de lichte kleur alsmede voor een kerk een geringe hoogte. Daarbij viel ze nauwelijks op in dezelfde bouw aan de straat. De aanbesteding vond plaats in december 1936, opdrachtgever was de First Church of Christian Scientists; de laagste bieder zou het voor 120.000 gulden willen bouwen. Op 5 januari 1937 begon men met bouwen. Er was haast geboden want deze in 1909 opgerichte Amsterdamse gemeente had zelf geen eigen ruimte, ze zat over de stad verspreid (Herengracht en Muzieklyceum). Op 21 november 1937 werden de eerste diensten gehouden alhoewel het gebouw nog niet af of ingewijd was. Er werd een kerkgebouw met kerkzaal (geelgrijs baksteen), zondagsschool (rood baksteen) en leskamers (geelgrijs en rood in lagen) gebouwd. De zaal kon ongeveer 600 personen (inclusief 200 op balkon) onderdak bieden; de school 200 a 300. Het kerkgebouw met zaal zorgt voor symmetrie aan de straat, de zondagsschool staat enigszins achteraf aan een zijkant. Het geheel wordt afgesloten door een matig hellend dak met dakpannen met koperglazuur, waarvan de verwachting was dat dat na een aantal jaren groen zou kleuren. Ook de afdaken werden immers in de loop der jaren groen. Het geheel wordt gedragen door een houten paalfundering met daarop gewapend beton (ook in balkon) en een bovenbouw van hout, steen en staal. Het gebouw werd besproken in het blad Architectura. 
De officiële inwijding vond pas op de grens van 1946 en 1947; dat mocht pas nadat de gemeente vrij van schuld was.
Aparte vermelding verdienen nog diverse van kunstuitingen. Er zijn gebrandschilderde ramen in de kerkzaal naar ontwerp van Heinrich Campendonk, die in de zondagsschool zijn van de hand van Adrie Grootens. Voorts zijn er houtsnijwerk van Eka Thoden van Velzen en lichtornamenten van Frits Lensvelt.

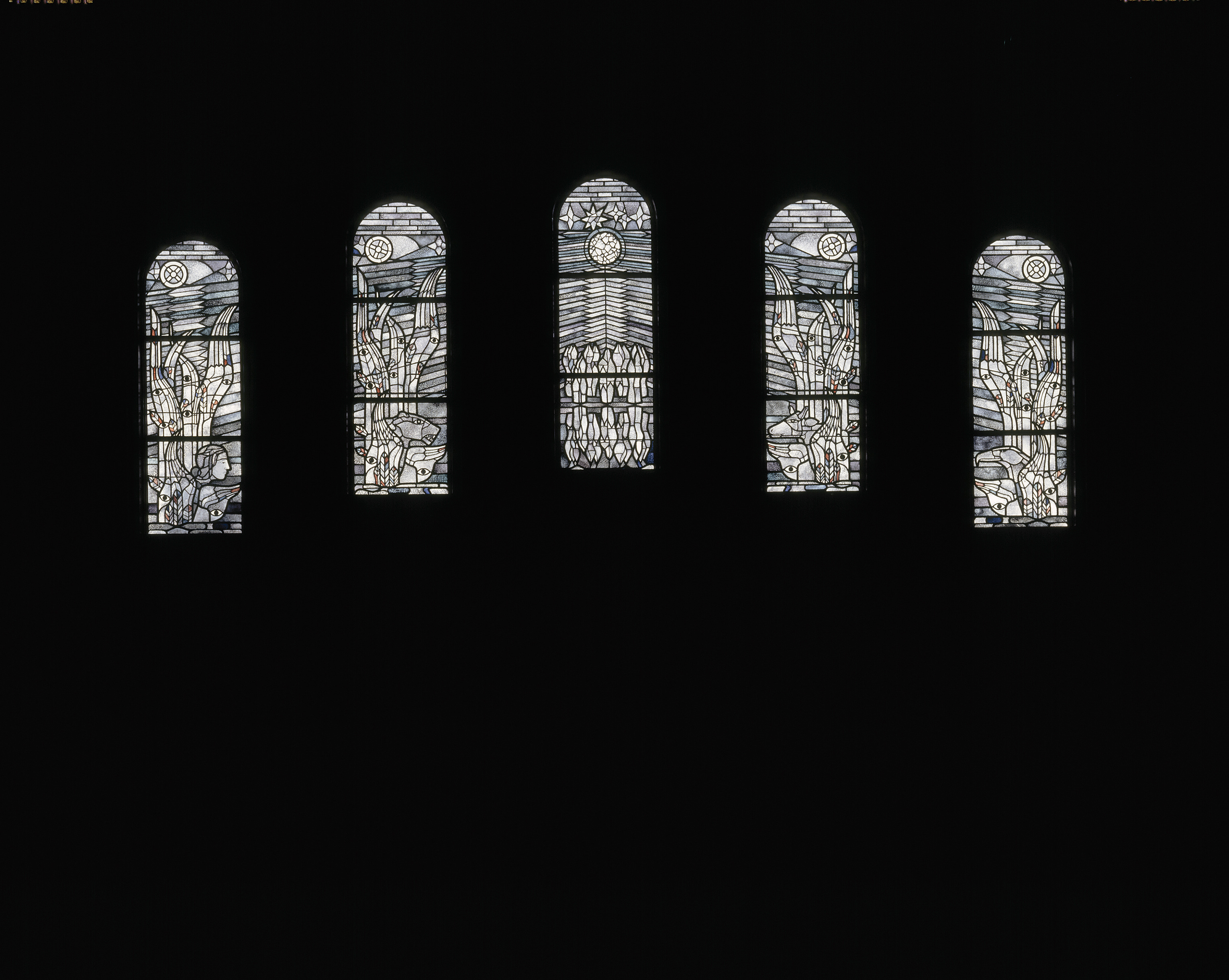
Gebrandschilderd glas in 1989